# CD Tenerife
Club Deportivo Tenerife, S.A.D. este un club de fotbal din Santa Cruz de Tenerife, Insulele Canare, Spania, care evoluează în Segunda División.